# Aprostocetus salebrosus
Aprostocetus salebrosus är en stekelart som beskrevs av Robinson 1962. Aprostocetus salebrosus ingår i släktet Aprostocetus och familjen finglanssteklar. Inga underarter finns listade i Catalogue of Life.